# جون کوندو
جون کوندو (انگلیسی: Jun Kondo؛ زادهٔ ۶ فوریهٔ ۱۹۳۰ – ۱۱ مارس ۲۰۲۲) یک فیزیک‌دان اهل ژاپن بود.